# L'Isle-en-Rigault
L'Isle-en-Rigault (fino al 2017 Lisle-en-Rigault) è un comune francese di 552 abitanti situato nel dipartimento della Mosa nella regione del Grand Est.

## Società

### Evoluzione demografica
Abitanti censiti